# Arquitectura de dades
L'arquitectura de dades compren els models, les polítiques, les regles i les formes estàndards que defineixen quines dades es recullen i com s'han d'emmagatzemar, ordenar, integrar i posar en ús als sistemes de dades i en les organitzacions. Les dades solen ser un dels dominis d'arquitectura que constitueixen els pilars d'una estructura empresarial o una arquitectura de solucions.

## Visió general
L’arquitectura de dades té com a objectiu definir estàndards per a tots els seus sistemes de dades, establint una visió o model de les interaccions entre aquests sistemes. Per exemple, la integració de dades hauria de seguir els estàndards de l’arquitectura de dades, ja que necessita interaccionar amb dos o més sistemes de dades. A més, l’arquitectura de dades descriu les estructures de les dades utilitzades a les empreses i el seu programari d’aplicacions informàtiques. També inclou els dispositius d’emmagatzematge de dades, les dades en ús i les dades en moviment (en xarxes, aquelles que tenen una font i un destinatari); les descripcions d’emmagatzematge de dades, els grups de dades i els elements de dades; i les vinculacions d'aquests artefactes de dades amb la qualitat de les dades, aplicacions, ubicacions, etc.
Amb relació a l'estat de l'objectiu, per tal d'aconseguir-lo, l’arquitectura de dades descriu com les dades són processades, emmagatzemades i utilitzades en un sistema d’informació. Proporciona criteris per a les operacions de processament de dades, fent possible dissenyar fluxos de dades i també controlar el flux de dades en el sistema.
L’arquitecte de dades és típicament responsable de definir l’estat desitjat, alinear-se durant el desenvolupament i després fer un seguiment per assegurar-se que les millores es fan en l’esperit del pla original.
Durant la definició de l’estat desitjat, l’arquitectura de dades descompon un tema fins al nivell atòmic i després el reconstrueix fins a la forma desitjada. L’arquitecte de dades descompon el tema passant per tres etapes arquitectòniques tradicionals:
- Conceptual: representa totes entitats empresarials.
- Lògic: mostra la lògica de com les entitats es troben relacionades.
- Físic: la realització dels mecanismes de dades per un tipus de funcionalitat.

| Capa | Visualització               | Dades                                                                      | Grup d'interès |
| ---- | --------------------------- | -------------------------------------------------------------------------- | -------------- |
| 1    | Àmbit/Contextual            | Llista dels objectes i estàndards d'arquitectura importants per l'empresa. | Planificador   |
| 2    | Model d'empresa/ Conceptual | Model semàntic o Conceptual/Modelització de Dades d'empresa.               | Propietari     |
| 3    | Model de sistema/Lògic      | Empresa/Model lògic de dades.                                              | Dissenyador    |
| 4    | Model de tecnologia/ Físic  | Model físic de dades.                                                      | Constructor    |
| 5    | Representacions detallades  | Bases de dades reals.                                                      | Desenvolupador |

També es pot dir que l'arquitectura de dades inclou l'anàlisi completa de les relacions entre les funcions d'una organització, les tecnologies disponibles i els tipus de dades.
Per tant, l'arquitectura de dades s'hauria de definir com la fase de planificació de disseny d'un nou sistema de processament i emmagatzematge de dades. Els principals tipus i fonts de dades necessàries per donar suport a una empresa s'haurien d'identificar d'una manera que sigui completa, coherent i entenedora. En conseqüència, el requisit principal en aquesta etapa és definir totes les entitats de dades rellevants, no especificar elements de maquinari informàtic.
Una entitat de dades és qualsevol cosa real o abstracta sobre la qual una organització o individu vol emmagatzemar dades.

## Nivell físic
L'arquitectura de dades físiques d'un sistema d'informació forma part d'un pla tecnològic. Aquest pla tecnològic se centra en els elements tangibles reals que s'utilitzaran en la implementació del disseny de l'arquitectura de dades. L'arquitectura de dades físiques inclou l'arquitectura de bases de dades. L'arquitectura de base de dades és un esquema de la tecnologia de base de dades real que dona suport a l'arquitectura de dades dissenyada.

## Elements de l'arquitectura de dades
S'han de definir certs elements durant la fase de disseny de l'esquema de l'arquitectura de dades. Per exemple, s'ha de descriure una estructura administrativa que s'establirà per gestionar els recursos de dades. A més, s'han de definir les metodologies que es faran servir per emmagatzemar les dades. A més a més, cal generar una descripció de la tecnologia de la base de dades que es farà servir, així com una descripció dels processos que manipularan les dades. També és important dissenyar interfícies perquè altres sistemes accedeixin a les dades, així com un disseny de la infraestructura que donarà suport a les operacions comunes de dades (és a dir, procediments d'emergència, importació de dades, còpies de seguretat de dades , transferències externes de dades.
Sense la guia d'un disseny d'arquitectura de dades adequadament implementat, les operacions comunes de dades podrien implementar-se de diferents maneres, dificultant la comprensió i el control del flux de dades dins d'aquests sistemes. Aquesta mena de fragmentació és indesitjable a causa del possible augment del cost i les diferents desconnexions de dades implicades. Aquest tipus de dificultats es poden trobar en empreses amb un creixement ràpid i també en empreses que ofereixen serveis a diferents línies de negoci.
Executada adequadament, la fase d'arquitectura de dades en la planificació de sistemes d'informació obliga una organització a especificar i descriure els fluxos d'informació interns i externs. Aquests són patrons que l'organització potser no havia pres abans el temps de conceptualitzar. Per tant, en aquesta etapa és possible identificar mancances d'informació costoses, desconnexions entre departaments i desconnexions entre sistemes organitzatius que potser no eren evidents abans de l'anàlisi de l'arquitectura de dades.

## Limitacions i influències
Diverses limitacions i influències tindran un efecte en el disseny de l'arquitectura de dades. Aquests inclouen requisits empresarials, motors tecnològics, economia, polítiques empresarials i necessitats de processament de dades.
Requisits empresarialsGeneralment, aquests requisits inclouen elements com l'expansió i l'eficiència del sistema econòmic, nivells de rendiment acceptables (especialment la velocitat d'accés al sistema), fiabilitat de les  transaccions i gestió de les dades transparent. A més, la conversió de dades en brut, com ara registres de transaccions i fitxers d'imatge en formularis d'informació més útils mitjançant funcions com ara  magatzems de dades, també és un requisit organitzatiu habitual, ja que això permet la presa de decisions de gestió i altres processos organitzatius. Una de les tècniques d'arquitectura és la divisió entre la gestió de transaccions de dades i la referència de dades (mestres). Un altre és dividir els sistemes de captura de dades dels sistemes de recuperació de dades (com es fa en un magatzem de dades).
Factors tecnològicsAquests factors solen ser suggerits pels dissenys de l'arquitectura de dades i l'arquitectura de bases de dades completades. A més, alguns factors tecnològics es derivaran dels marcs d'integració i dels estàndards organitzatius existents, l'economia organitzativa i els recursos existents del lloc (per exemple, llicències de programari adquirides anteriorment). En molts casos, la integració de múltiples sistemes heretats requereix l'ús de tecnologies de virtualització de dades.
EconomiaAquests també són factors importants que s'han de tenir en compte durant la fase d'arquitectura de dades. És possible que algunes solucions, tot i ser òptimes en principi, no siguin candidates potencials a causa del seu cost. Factors externs com el cicle econòmic, les taxes d'interès, les condicions del mercat i consideracions legals podrien afectar les decisions rellevants per a l'arquitectura de dades.
Polítiques empresarialsLes polítiques empresarials que també impulsen el disseny de l'arquitectura de dades inclouen les polítiques internes de l'organització, les normes dels organismes reguladors, els estàndards professionals i les lleis governamentals aplicables, que poden variar segons l'agència corresponent. Aquestes polítiques i normes descriuen la manera en què l'empresa desitja processar les seves dades.
Necessitats del processament de dadesAquestes inclouen transaccions precises i reproductibles realitzades en grans volums, magatzematge de dades per a suport de sistemes d'informació de gestió (i possibles activitats d'explotació de dades), informes periòdics repetitius, informes ad hoc i suport a diferents iniciatives organitzatives segons sigui necessari (com ara pressupostos anuals o desenvolupament de nous productes).